# دايفيد ويلسون (متزلج فني)
دايفيد ويلسون (بالإنجليزية: David Wilson)‏ (و. 1966  م) هو متزلج فني، كندي.